# Seznam dílů seriálu Scooby-Doo a 13 duchů
Toto je seznam dílů seriálu Scooby-Doo a 13 duchů. V Česku jej premiérově vysílala TV Prima.

## Přehled řad
| Řada | Díly | Premiéra v USA | Premiéra v USA   | Premiéra v ČR      | Premiéra v ČR     |
| Řada | Díly | První díl      | Poslední díl     | První díl          | Poslední díl      |
| ---- | ---- | -------------- | ---------------- | ------------------ | ----------------- |
| 1    | 13   | 7. září 1985   | 7. prosince 1985 | 27. listopadu 2006 | 13. prosince 2006 |

## Seznam dílů

### První řada (1985)
| Č. v seriálu | Č. v řadě | Původní název                       | Český název               | Premiéra v USA     | Premiéra v ČR      |
| ------------ | --------- | ----------------------------------- | ------------------------- | ------------------ | ------------------ |
| 1            | 1         | To All the Ghouls I've Loved Before | Démoni a vlkodlaci        | 7. září 1985       | 27. listopadu 2006 |
| 2            | 2         | Scoobra Kadoobra                    | Scoobra Kadoobra          | 14. září 1985      | 28. listopadu 2006 |
| 3            | 3         | Me and My Shadow Demon              | Stínový duch              | 21. září 1985      | 29. listopadu 2006 |
| 4            | 4         | Reflections in a Ghoulish Eye       | Zrcadlový duch            | 28. září 1985      | 30. listopadu 2006 |
| 5            | 5         | That's Monstertainment              | Příšerománie              | 5. října 1985      | 1. prosince 2006   |
| 6            | 6         | Ship of Ghouls                      | Loď duchů                 | 12. října 1985     | 4. prosince 2006   |
| 7            | 7         | A Spooky Little Ghoul Like You      | Zamilovaný kouzelník      | 19. října 1985     | 5. prosince 2006   |
| 8            | 8         | When You Witch Upon a Star          | Čarodějky                 | 26. října 1985     | 6. prosince 2006   |
| 9            | 9         | It's a Wonderful Scoob              | Nenahraditelný Scooby     | 2. listopadu 1985  | 7. prosince 2006   |
| 10           | 10        | Scooby in Kwackyland                | Scooby v Kachlandu        | 9. listopadu 1985  | 8. prosince 2006   |
| 11           | 11        | Coast to Ghost                      | Za duchy až na kraj světa | 16. listopadu 1985 | 11. prosince 2006  |
| 12           | 12        | The Ghouliest Show on Earth         | Příšerný cirkus           | 23. listopadu 1985 | 12. prosince 2006  |
| 13           | 13        | Horror-Scope Scoob                  | Scooby a horoskop         | 7. prosince 1985   | 13. prosince 2006  |